# George Meek
George Meek, född 15 februari 1934 i Glasgow i Skottland, död 16 mars 2018, var en skotsk professionell fotbollsspelare. 
Meek var en framgångsrik vänsterytter i Leeds United under 1950-talet och spelade 199 matcher, varav 195 i ligan, och gjorde 4 mål för klubben. Han spelade dessutom för bland andra Walsall och Leicester City och spelade total över 400 matcher och gjorde nästan 50 mål mellan 1951 och 1965.